# Article VI de la Constitution des États-Unis
L'Article VI de la Constitution des États-Unis d'Amérique établit la constitution, ainsi que les lois et traités qui en découlent, comme la loi suprême du pays. Il interdit également toute exigence religieuse pour accéder à une fonction ou une charge publique.

## Texte
« All Debts contracted and Engagements entered into, before the Adoption of this Constitution, shall be as valid against the United States under this Constitution, as under the Confederation. »
« This Constitution, and the Laws of the United States which shall be made in Pursuance thereof; and all Treaties made, or which shall be made, under the Authority of the United States, shall be the supreme Law of the Land; and the Judges in every State shall be bound thereby, any Thing in the Constitution or Laws of any State to the Contrary notwithstanding. »
« The Senators and Representatives before mentioned, and the Members of the several State Legislatures, and all executive and judicial Officers, both of the United States and of the several States, shall be bound by Oath or Affirmation, to support this Constitution; but no religious Test shall ever be required as a Qualification to any Office or public Trust under the United States. »

### Traduction
« Toutes dettes contractées et tous engagements pris avant l'adoption de la présente Constitution seront aussi valides à l'encontre des États-Unis dans le cadre de la présente Constitution qu'ils l'étaient dans le cadre de la Confédération. »
« La présente Constitution, ainsi que les lois des États-Unis qui en découleront, et tous les traités déjà conclus, ou qui le seront, sous l'autorité des États-Unis, seront la loi suprême du pays ; et les juges dans chaque État seront liés par les susdits, nonobstant toute disposition contraire de la Constitution ou des lois de l'un quelconque des États. »
« Les sénateurs et représentants susmentionnés, les membres des diverses législatures des États et tous les fonctionnaires exécutifs et judiciaires, tant des États-Unis que des divers États, seront tenus par serment ou affirmation de défendre la présente Constitution ; mais aucune profession de foi religieuse ne sera exigée comme condition d'aptitude aux fonctions ou charges publiques sous l'autorité des États-Unis. »

## Clause de suprématie (de la constitution)
La seconde clause affirme la suprématie de la constitution des États-Unis, ainsi que des lois et traités fédéraux, sur les lois et constitutions locales (notamment celles des États).
Elle fut utilisée contre la « souveraineté des États » dans différents cas traités par la Cour suprême (Martin vs Hunter's Lessee en 1816, McCulloch vs Maryland en 1819, Gibbons vs Ogden en 1824, Reid vs Covert en 1957), notamment par John Marshall.